# Пляжный волейбол на летних Олимпийских играх 2012 — квалификация
Квалификация по пляжному волейболу на летние Олимпийские игры 2012 проходила с 2010 по 2012 год. На играх смогут принять участие 24 мужских и 24 женских команд из всех пяти континентальных зон, причём каждая страна может быть представлена не более чем двумя парами в каждом турнире.

## Мужчины
| Турнир                                      | Места | Команды |
| ------------------------------------------- | ----- | --- |
| Принимающая страна                          | 1     | Великобритания |
| Мировой рейтинг на 18 июня 2012 года        | 16    | Бразилия · США · Германия · Нидерланды · Польша · США · Бразилия · Германия · Испания · Китай · Швейцария · Чехия · Латвия · Латвия · Италия · Швейцария |
| Континентальный кубок Азии 2012             | 1     | Япония |
| Континентальный кубок Африки 2012           | 1     | ЮАР |
| Континентальный кубок Европы 2012           | 1     | Норвегия |
| Континентальный кубок Северной Америки 2012 | 1     | Канада |
| Континентальный кубок Южной Америки 2012    | 1     | Венесуэла |
| Финал кубка мира                            | 2     | Австрия · Россия |
| Всего                                       | 24    | |

## Женщины
| Турнир                                      | Места | Команды |
| ------------------------------------------- | ----- | --- |
| Принимающая страна                          | 1     | Великобритания |
| Мировой рейтинг на 18 июня 2012 года        | 16    | Бразилия · Китай · США · Бразилия · США · Нидерланды · Италия · Германия · Чехия · Испания · Германия · Швейцария · Австрия · Австралия · Чехия · Греция |
| Континентальный кубок Азии 2012             | 1     | Австралия |
| Континентальный кубок Африки 2012           | 1     | Маврикий |
| Континентальный кубок Европы 2012           | 1     | Россия |
| Континентальный кубок Северной Америки 2012 | 1     | Канада |
| Континентальный кубок Южной Америки 2012    | 1     | Аргентина |
| Финал кубка мира                            | 2     | Нидерланды · Россия |
| Всего                                       | 24    | |